# Abraão de Vasconselos

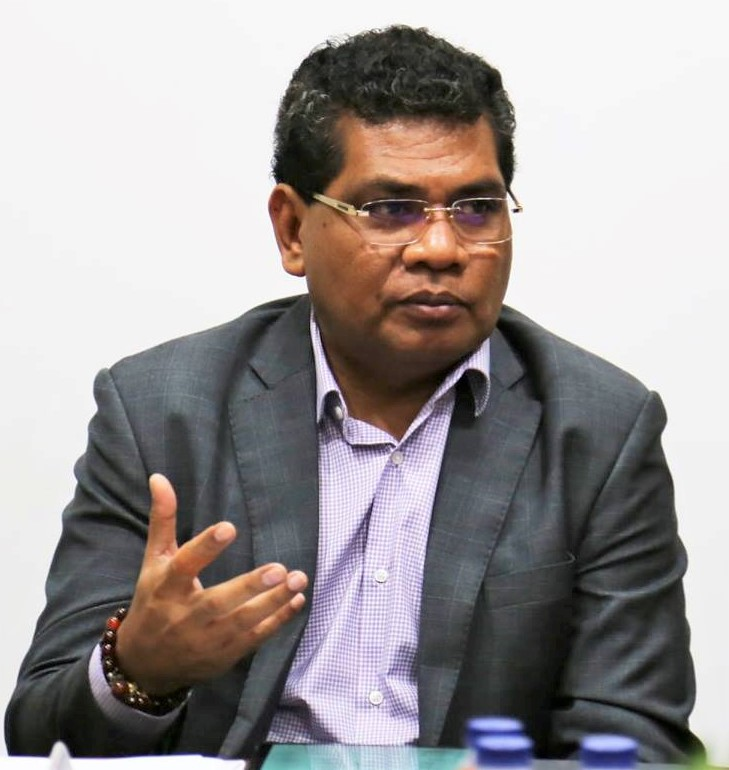
Abrão de Vasconselos (2019)

Abraão de Vasconselos ist ein osttimoresischer Finanzbeamter.
Vasconselos war seit 2004 Chef der Behörde für Bank- und Zahlungswesen (portugiesisch Autoridade Bancária e de Pagamentos ABP, englisch Bank Payment Authority BPA). Als diese im September 2011 in die Zentralbank von Osttimor (portugiesisch Banco Central de Timor-Leste BCTL) umgewandelt wurde, erhielt Vasconselos den Posten des Gouverneurs der BCTL. Außerdem war Vasconselos Mitglied im Vorstand des Erdölfonds Osttimors.
Am 13. September 2023 wurde Vasconselos durch Hélder Lopes als Gouverneur der Zentralbank abgelöst.